# ازوتس
ازوتس (به لاتین: Ezevets) یک منطقهٔ مسکونی در روسیه است که در استان آرخانگلسک واقع شده‌است.